# 387 (szám)
A 387 (római számmal: CCCLXXXVII) egy természetes szám.

## A szám a matematikában
A tízes számrendszerbeli 387-es a kettes számrendszerben 110000011, a nyolcas számrendszerben 603, a tizenhatos számrendszerben 183 alakban írható fel.
A 387 páratlan szám, összetett szám, kanonikus alakban a 32 · 431 szorzattal, normálalakban a 3,87 · 102 szorzattal írható fel. Hat osztója van a természetes számok halmazán, ezek növekvő sorrendben: 1, 3, 9, 43, 129 és 387.
A 387 négyzete 149 769, köbe 57 960 603, négyzetgyöke 19,67232, köbgyöke 7,28736, reciproka 0,0025840. A 387 egység sugarú kör kerülete 2431,59271 egység, területe 470 513,19014 területegység; a 387 egység sugarú gömb térfogata 242 784 806,1 térfogategység.